# Bomb (symbol)

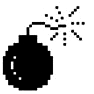

Bomber användes i operativsystemet TOS, som huvudsakligen användes i Ataris persondatorer ST, STE, TT, med flera, och också i de tidigaste utgåvorna av Mac OS Classic.
Ikonen för en eller flera bomber visades på skärmen vid en systemkrasch där processorn (Motorolas MC68000-serie) behövde tala om för användaren att programmet, operativsystemet eller hela systemet inte kunde fortsätta.
Felet kallades på maskinspråksnivå för undantag (exception), och används än idag i vissa system, bland annat i PC-system där man ibland kan råka ut för undantagshantering.